# La Constante
Pour plus de détails, voir Fiche technique et Distribution.
La Constante (Constans) est un film polonais réalisé par Krzysztof Zanussi, sorti en 1980.

## Synopsis
Après son service militaire, un jeune homme vivant en Pologne, Witold, est amené par son travail à voyager. Épris d'absolu et cherchant à fuir la mesquinerie de son entourage, il se réfugie dans sa passion pour l'alpinisme malgré la mort de son père survenue en tentant l'ascension de l'Himalaya. 

## Fiche technique
- Titre : La Constante
- Titre original : Constans
- Réalisation : Krzysztof Zanussi
- Scénario : Krzysztof Zanussi
- Production : Tadeusz Drewno
- Musique : Wojciech Kilar
- Photographie : Sławomir Idziak
- Montage : Urszula Sliwinska
- Décors : Tadeusz Wybult
- Costumes : Magdalena Biedrzycka et Anna B. Sheppard
- Pays d'origine :  Pologne
- Format : Couleurs - Mono
- Genre : Drame
- Durée : 92 minutes
- Date de sortie : 1980
- Affiche : René Ferracci (France)

## Distribution
- Tadeusz Bradecki : Witold
- Zofia Mrozowska : la mère de Witold
- Malgorzata Zajaczkowska : Grazyna
- Cezary Morawski : Stefan
- Witold Pyrkosz : Mariusz
- Ewa Lejczak : la femme de Stefan
- Jan Jurewicz : Zene
- Marek Litewka : Wlodzimierz

## Récompenses
- Prix du jury au Festival de Cannes